# Augustin Bea
Augustin Bea S.J. (Riedböhringen, 28 de mayo de 1881 - Roma, 16 de noviembre de 1968) fue un sacerdote católico y profesor alemán perteneciente a la Compañía de Jesús (Societas Jesu). Fue cardenal y una figura clave durante el Concilio Vaticano II. Su influencia fue decisiva en el diálogo interreligioso y en las relaciones ecuménicas de la Iglesia católica en la etapa conciliar y post-conciliar.
Tres años después de su ordenación sacerdotal en 1918, ya era superior provincial de los jesuitas de Alemania. Enviado a Roma en 1924, fue catedrático en la Pontificia Universidad Gregoriana, especialista en exégesis bíblica y arqueología bíblica. Sirvió al papa Pío XII como su confesor durante trece años y se le acreditó un influjo crucial en la redacción de la encíclica Divino Afflante Spiritu. En 1959, el papa Juan XXIII lo creó cardenal de la Iglesia católica. Su influencia como Padre conciliar en el Concilio Vaticano II fue decisiva, particularmente en la conformación de documentos como Dei Verbum y Nostra Aetate.
Desde 1960 hasta su muerte, sirvió a la Iglesia como primer presidente del por entonces Secretariado para la promoción de la unidad de los cristianos, una comisión preparatoria al Concilio creada por el papa Juan XXIII, que más tarde recibiría el nombre de Consejo Pontificio para la Unidad de los Cristianos. Era la primera vez que la Santa Sede creaba una estructura consagrada únicamente a temas ecuménicos.
Falleció en Roma a los 87 años, como resultado de una infección pulmonar. Bea fue reconocido, tanto por su capacidad como biblista como por su carácter ecuménico, al influir fuertemente en las relaciones de la Iglesia católica con las restantes Iglesias y comunidades cristianas, así como también con el judaísmo. Fue autor de 10 libros, mayormente en latín, y de 430 artículos, reconocido ya en vida, tanto con doctorados honoris causa de distintas universidades de Austria, Alemania, Suiza y Estados Unidos, como por condecoraciones de Alemania, Francia y Grecia, entre otros países.

## Biografía

### Los primeros años hasta su ordenación
Augustin Bea nació en Riedböhringen, hoy parte de Blumberg, Baden-Württemberg. Su padre fue un carpintero.
Estudió en las Universidades de Friburgo, de Innsbruck, y de Berlín, y en la casa de estudios de la Compañía de Jesús en los Países Bajos, situada en Valkenburg aan de Geul. El 18 de abril de 1902 se unió a la orden de los jesuitas, ya que «se sentía muy inclinado a la vida académica». Bea fue ordenado sacerdote el 25 de agosto de 1912 y finalizó sus estudios en 1914, para realizar su profesión solemne como sacerdote de la Compañía el 15 de agosto de 1918.

### Su etapa como académico
Sirvió como superior de la residencia jesuítica en Aquisgrán hasta 1917, tiempo en el cual comenzó a enseñar Sagradas Escrituras en Valkenburg. Desde 1921 a 1924, Bea fue superior provincial de Alemania. El superior general de los jesuitas, Wlodimir Ledochowski lo envió luego a Roma, donde trabajó como superior en la Casa de formación bienal (1924–1928), profesor del Pontificio Instituto Bíblico (1924–1949), y como rector del Instituto Superior de Estudios Eclesiásticos (1924–1930). En 1930, Bea fue nombrado rector del Pontificio Instituto Bíblico, puesto que ocupó por 19 años.
Fue el confesor del papa Pío XII entre 1945 y 1958. Sirvió en la Pontificia Comisión Bíblica, y se le acreditó un influjo crucial en la redacción de la encíclica Divino Afflante Spiritu, publicada el 30 de septiembre de 1943, que alentó el estudio científico de las Sagradas Escrituras, hasta entonces constreñido en la Iglesia católica. También colaboró entre 1941 y 1948 en el proyecto para preparar una nueva traducción latina de los salmos.

### Sus años como cardenal
Elevado al rango de cardenal de la Iglesia católica antes de su consagración episcopal, Bea fue creado cardenal diácono de San Sabas en Roma por el papa Juan XXIII en el consistorio del 14 de diciembre de 1959. No fue hasta dos años después, el 5 de abril de 1962, que el cardenal Bea fue designado arzobispo titular de Germania de Numidia, y el 19 de abril fue ordenado obispo en la Basílica de San Juan de Letrán, siendo consagrado por Juan XXIII y sirviendo los cardenales Giuseppe Pizzardo y Benedetto Aloisi Masella de co-consagradores.
El 6 de junio de 1960, fue designado primer presidente del recién formado Secretariado para la promoción de la unidad de los cristianos, una comisión preparatoria al Concilio creada por el Papa Juan XXIII, que más tarde recibiría el nombre de Consejo Pontificio para la Unidad de los Cristianos. Fue en 1960 cuando Juan XXIII le encargó al cardenal Bea la preparación del borrador sobre las relaciones con los judíos.

### El Concilio Vaticano II

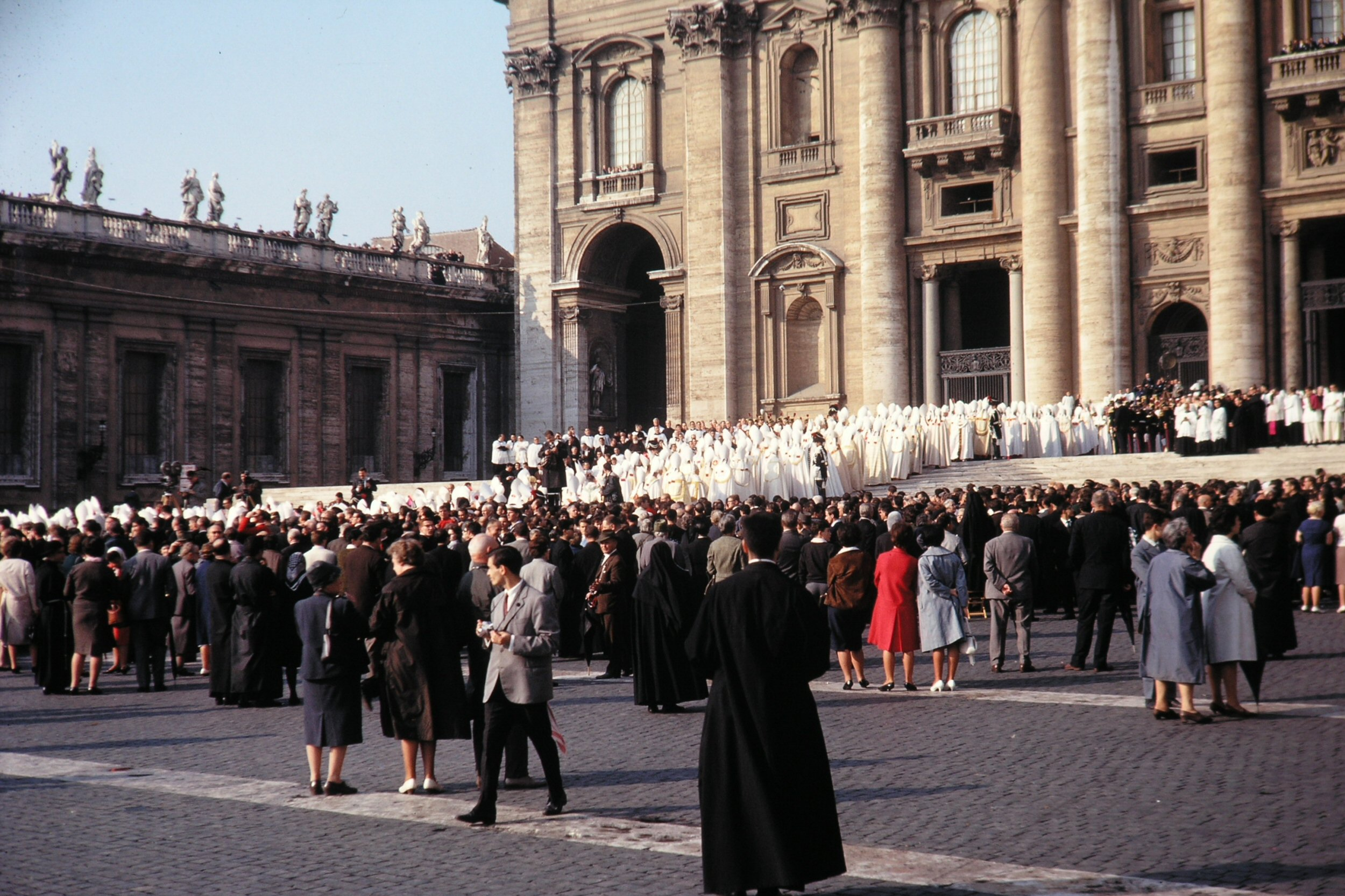
Procesión de los padres conciliares para dar inicio al Concilio Vaticano II, el 11 de octubre de 1962

El cardenal Bea fue uno de los padres conciliares que más influyó en el rumbo asumido por el Concilio Vaticano II. Después que Alfredo Ottaviani, cardenal de tendencia conservadora responsable de la Sagrada Congregación del Santo Oficio, presentara el primer borrador elaborado por la comisión que él presidía para el Documento sobre las fuentes de la Revelación Divina (cuyo título mutaría más tarde al de Dei Verbum, la constitución dogmática sobre la Divina Revelación), Bea afirmó que semejante propuesta "cerraría la puerta a la Europa intelectual y las manos extendidas de amistad en el Viejo y en el Nuevo Mundo". Los enfrentamientos entre ambos cardenales fueron proverbiales y la constitución dogmática Dei Verbum se volvió, sin dudas, el documento de gestación más dramática en el marco del concilio, ya que dio lugar a un cambio drástico en la orientación del mismo apenas un mes después de comenzado, luego de un debate intenso, una votación apasionante y una intervención personal del papa Juan XXIII, quien ordenó la retirada del texto y la formación de una segunda comisión, en este caso mixta, presidida por Bea y no solo por Ottaviani, para preparar el borrador del documento.
Por otra parte, el cardenal Bea se destacó por sacar adelante la redacción de varios de los documentos del Concilio Vaticano II: el decreto Orientalium Ecclesiarum sobre las Iglesias orientales católicas, el decreto Unitatis redintegratio sobre el ecumenismo, y la declaración Dignitatis humanae sobre la libertad religiosa. El propio Bea o el Secretariado para la promoción de la unidad de los cristianos a su cargo fueron responsables en distintas instancias de redactar borradores para esos documentos, y de incorporar las objeciones y sugerencias de los padres conciliares. Dada su tendencia innata al diálogo, a la concordia y al pluralismo, Bea estableció los fundamentos de la declaración Nostra Aetate, referida a la relación entre la Iglesia católica y las religiones no cristianas. De entre los varios temas que en ella se trataban, la actitud de la Iglesia católica hacia los judíos resultó ser el más crítico. Bea fue un experto en la apertura de un camino de relación a través de un enjambre de problemas exegéticos, teológicos, sociales, políticos e históricos, para presentar un proyecto revisado de las relaciones de la Iglesia católica y los judíos y otros no-cristianos en la 88a reunión general del Concilio, el 25 de septiembre de 1964. El documento final promulgado al año siguiente repudió con toda claridad el antisemitismo:

[...] la Iglesia, que reprueba cualquier persecución contra los hombres, consciente del patrimonio común con los judíos e impulsada no por razones políticas, sino por la religiosa caridad evangélica, deplora los odios, persecuciones y manifestaciones de antisemitismo de cualquier tiempo y persona contra los judíos.
Nostra Aetate, 4; Documentos del Vaticano II, op. cit., p. 617

John Borelli, un historiador del Concilio Vaticano II, señaló que "se requirió de la voluntad de Juan XXIII y la perseverancia del cardenal Bea para imponer esa declaración en el Concilio".
Bea participó además de un coloquio famoso en Harvard entre el 27 y 30 de marzo de 1963, en el cual unos 150 profesores universitarios católicos y protestantes discutieron la significación teológica del Concilio Vaticano II, todavía en sesiones. Bea brindó allí tres conferencias, publicadas más tarde en el libro Ecumenical Dialogue at Harvard.
Después del Concilio, ayudó en el establecimiento de numerosas conferencias bilaterales entre la Iglesia católica y las Iglesias ortodoxa y protestantes. También promovió los contactos con el Consejo Mundial de las Iglesias.

## Publicaciones

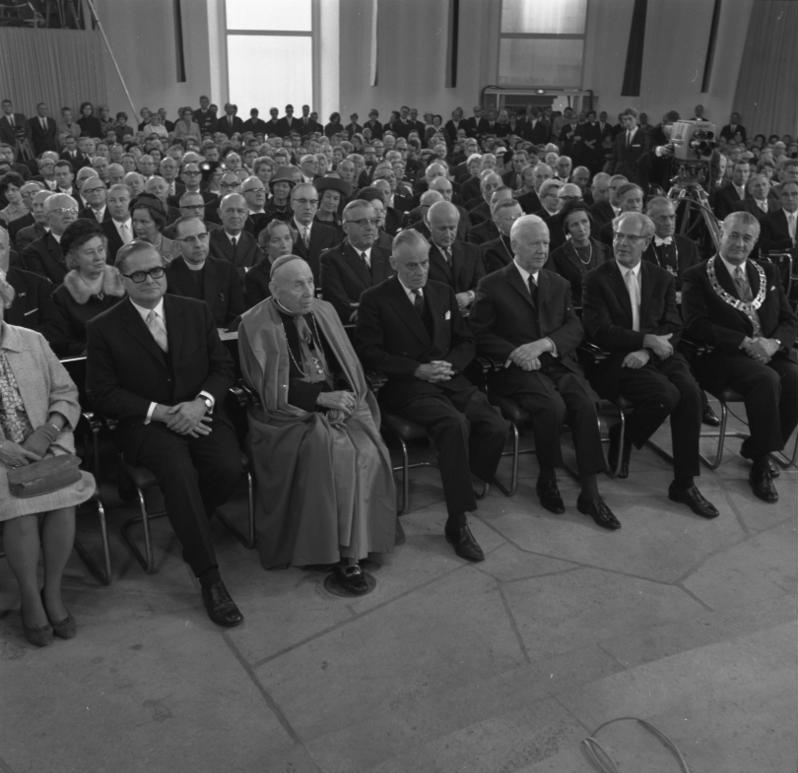
El cardenal Augustin Bea, sentado en primera fila, en ocasión de recibir el Premio de la Paz del Comercio Librero Alemán conjuntamente con el teólogo protestante Willem Adolph Visser 't Hooft —ubicado a la izquierda del prelado—, secretario general del Consejo Mundial de Iglesias. A la izquierda de Visser 't Hooft se encuentra Heinrich Lübke, por entonces ministro de Alimentación, Agricultura y Bosques de la República Federal de Alemania y más tarde presidente de la República.

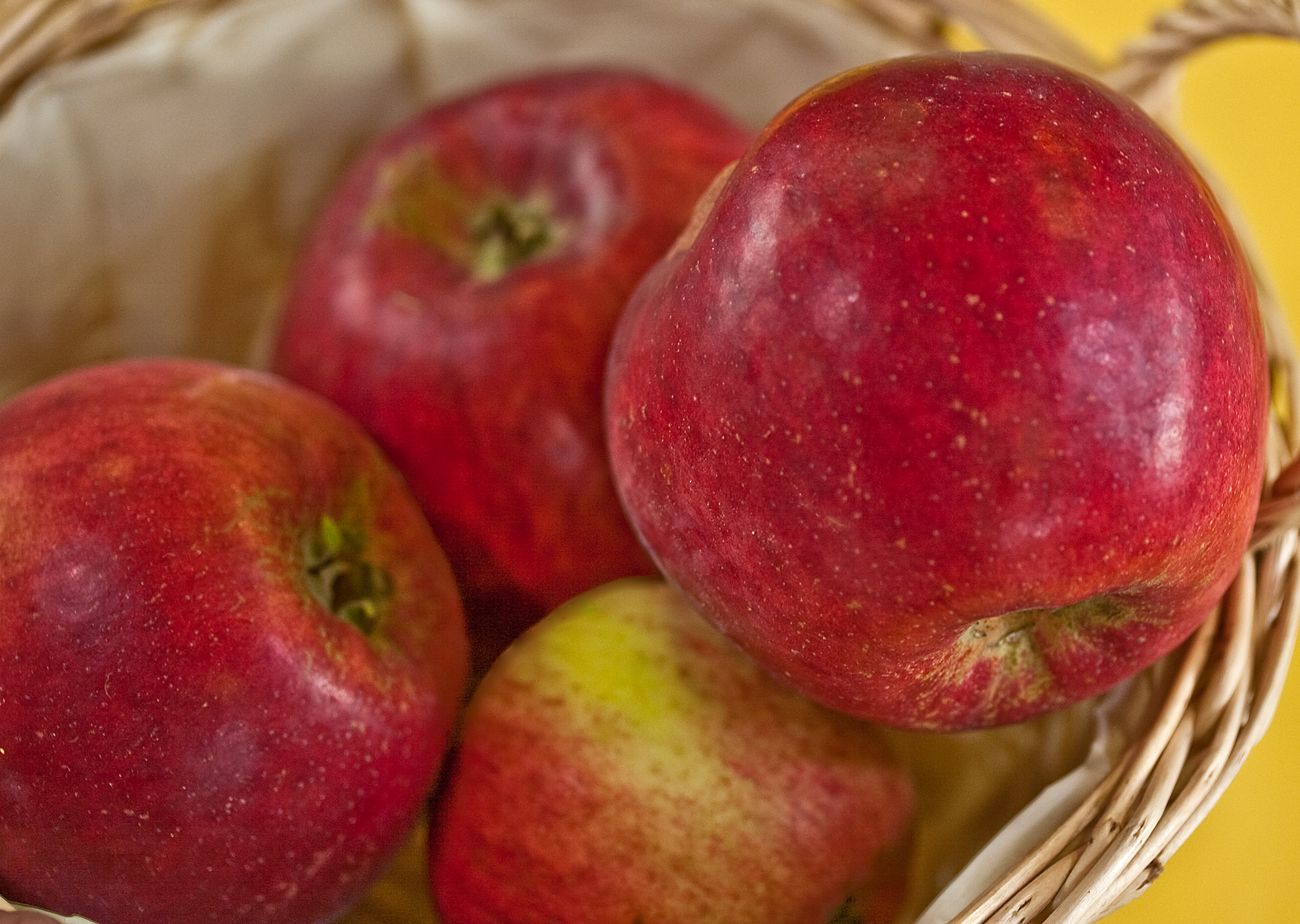
Manzanas 'Kardinal Bea'. Se trata de un cultivar semi-spur, que lleva el nombre en honor del célebre prelado.

Entre 1918 y 1968, el cardenal Bea publicó diez libros y 430 artículos sobre cuestiones arqueológicas, exégesis de textos del Antiguo Testamento, mariología, análisis de las encíclicas papales, y temas tales como la unidad de los cristianos, el antisemitismo, el Concilio Vaticano II, las relaciones de la Iglesia católica con el protestantismo y las Iglesias ortodoxas orientales, y el ecumenismo.

## Reconocimientos
El cardenal Bea recibió diferentes reconocimientos, entre los que se cuentan los doctorados honoris causa de la Universidad de Viena, Universidad de Friburgo de Brisgovia (Alemania), Universidad de Friburgo (Suiza), Universidad de Fordham (Nueva York), Boston College (Boston, Massachusetts), Universidad de Harvard (Cambridge, Massachusetts) y la Universidad Católica de América (Washington).
Fue además condecorado con la Gran Cruz del Mérito de la República Federal de Alemania, la Gran Cruz de la Legión de Honor de Francia (1954), la Gran Cruz de la Orden de Jorge I (Grecia) (1954), Premio de la Paz del Comercio Librero Alemán junto con Visser 't Hooft (1966), entre otras distinciones.